# Ponte aérea Cuba-Angola
A ponte aérea Cuba-Angola foi uma ponte aérea organizada entre 1974 e 1975 levada a cabo para dar suporte ao governo do novo Estado angolano, sob comando do Movimento Popular de Libertação de Angola (MPLA), a combater as forças invasoras da África do Sul, que invadiram o sul de Angola para dar auxílio à União Nacional para a Independência Total de Angola (UNITA), bem como combater também as forças do Zaire, que invadiram o norte angolano para dar suporte à Frente Nacional de Libertação de Angola (FNLA).
A ponte aérea Cuba-Angola era parte do esforço de guerra cubano em Angola, que ficou conhecido como Operação Carlota. Na verdade, a ponte aérea foi a última fase a entrar em execução da Operação Carlota. A ponte aérea permitiu a entrada de tropas cubanas e material de guerra principalmente checoslovaco com financiamento soviético, para reforçar as debilitadas Forças Armadas Populares de Libertação de Angola (FAPLA) em Angola. O MPLA, que em meados de 1974 se encontrava debilitado militarmente, contou com este apoio decisivo para a conquista do poder em Angola.
Inicialmente, tropas especiais cubanas e equipamento bélico foram transportados a partir de Cuba em dois antigos aviões quadrimotores Bristol Britannia, da companhia "Cubana d'Aviación". A ponte aérea de novembro de 1975 tinha o seguinte trajecto: as tropas e o material bélico cubanos eram embarcados no aeroporto da cidade cubana de Holguín, o mais ocidental de Cuba. De Holguín os aviões partiam rumo a Luanda, com escalas em Bridgetown (capital de Barbados), Bissau (lembre-se que Fidel Castro enviou assessores militares cubanos para ajudar o Partido Africano para a Independência da Guiné e Cabo Verde em sua luta contra o colonialismo português na Guiné-Bissau) e em Brazavile (capital do Congo-Brazavile, então sob um governo de inspiração comunista). A travessia sobre o Atlântico era a parte mais tensa, com os aviões cubanos pousando em África já quase sem combustível, principalmente após o governo de Barbados ter vetado o acesso aos aviões cubanos ao seu território, veto esse feito sob pressão dos Estados Unidos.
A ponte aérea deu suporte principalmente às frentes de Cabinda e Luanda.